# Chiesa dell'Immacolata Concezione e San Gioacchino
La chiesa dell'Immacolata Concezione e San Gioacchino è una chiesa monumentale di interesse storico ed artistico di Napoli.
Fondata in epoca incerta, è situata in vico Soprammuro (angolo vico Zite al Lavinaio), nel rione Lavinaio (quartiere Pendino), all'interno del centro storico di Napoli.

## Storia e descrizione
La chiesa, di origine incerta, è stata rimaneggiata nel corso dei secoli ed era manutenuta da una congrega dedicata a San Gioacchino.
La chiesa presenta una facciata semplice tripartita verticalmente da un doppio ordine di paraste; al secondo ordine, negli spazi liberi crati dalle paraste, si aprono tre finestre con profilo ad arco ribassato e strombatura verso l'interno; al primo ordine c'è un semplice portale in piperno modanato. La facciata è coronata da un timpano con oculo al centro.
Nell'interno, a pianta centrale, dovrebbero essere conservate delle opere che vanno dal XV secolo al XVII secolo: tuttavia, buona parte di esse non risultano più all'interno dell'edificio, a causa di probabili rastrellamenti.
La chiesa è chiusa al culto.